# Лоо (деревня)
Ло́о (эст. Loo), на местном наречии Ло́окюла (эст. Looküla) и Лу́окюла (эст. Luoküla) — деревня в волости Йыэляхтме уезда Харьюмаа, Эстония. 

## География и описание
Расположена в 10 километрах к востоку от Таллина, в 8 с половиной километрах от одноимённого посёлка. Расстояние от столицы до деревни по шоссе Таллин—Нарва — 11 км. Высота над уровнем моря — 42 метра.
Климат умеренный. Официальный язык — эстонский. Почтовый индекс — 74201.

## Население
По данным переписи населения 2021 года, в Лоо проживали 28 человек, из них 25 (89,3 %) — эстонцы.
По состоянию на 1 января 2020 года в деревне насчитывалось 35 жителей, из них 20 мужчин и 15 женщин; детей в возрасте до 14 лет включительно — 5, лиц трудоспособного возраста (15–64 года) — 29, лиц пенсионного возраста (65 лет и старше) — 1 человек.
По данным переписи населения 2011 года, в деревне проживали 35 человек, из них 33 (94,3 %) — эстонцы.
Численность населения деревни Лоо:
| Год  | 1959 | 1970 | 2000 | 2011 | 2017 | 2018 | 2019 | 2020 | 2021 |
| ---- | ---- | ---- | ---- | ---- | ---- | ---- | ---- | ---- | ---- |
| Чел. | 78   | ↘ 42 | ↘ 13 | ↗ 35 | ↘ 30 | ↗ 34 | → 34 | ↗ 35 | ↘ 28 |

## История
В письменных источниках 1689 года упоминается Loh Krog (корчма), 1725 года — Loo körts (корчма), 1810–1838 годов — Lo, 1798, 1844 и 1871 годов — Loo (скотоводческая мыза). Вокруг мызы к концу XIX века выросла деревня. На военно-топографических картах Российской империи (1846–1863 годы), в состав которой входила Эстляндская губерния, она обозначена как Лоо.
В 1977–1997 годах Лоо была частью деревни Вандъяла.

## Происхождение топонима
Название деревни произошло от типа местного ландшафта — альвара (эст. loopealne).